# La Figuerina
La Figuerina  (en eonaviego, A Figueiría) es una aldea perteneciente a la parroquia de Berducedo, en el concejo de Allande, comarca del Narcea, Principado de Asturias, España.
Cuna de los ilustres Lozano - Lozano de la Casa de Marqués.